# Episodi di Young Royals (terza stagione)
La terza stagione della serie televisiva Young Royals, composta da 6 episodi, è divisa in due parti: la prima è stata pubblicata l'11 marzo 2024, mentre la seconda il 18 marzo 2024, dal servizio on demand Netflix.
| n° | Titolo originale | Titolo italiano | Pubblicazione |
| -- | ---------------- | --------------- | ------------- |
| 1  | Episode 1        | Episodio 1      | 11 marzo 2024 |
| 2  | Episode 2        | Episodio 2      | 11 marzo 2024 |
| 3  | Episode 3        | Episodio 3      | 11 marzo 2024 |
| 4  | Episode 4        | Episodio 4      | 11 marzo 2024 |
| 5  | Episode 5        | Episodio 5      | 11 marzo 2024 |
| 6  | Episode 6        | Episodio 6      | 18 marzo 2024 |

## Episodio 1
- Titolo originale: Episode 1
- Diretto da:
- Scritto da:

### Trama
Simon e August sono convocati a Corte per risolvere la questione del video con un accordo extragiudiziale, evitando di andare in tribunale ed esporre la famiglia reale al pubblico ludibrio. Inizialmente la madre di Simon è determinata ad andare fino in fondo, ma quando August paventa di far causa a Simon per lo spaccio dei farmaci a Hillerska e a Wilhelm per avergli puntato contro il fucile, si vede costretta ad accettare il compromesso. Al termine dell'incontro, una regina Kristina in evidente disagio chiede a Wilhelm ed August di mantenere un basso profilo, ricordando al figlio che tra un anno sarà maggiorenne e dovrà essere pronto ad affrontare il suo ruolo di principe ereditario. Simon è messo in punizione dalla madre per tutto il semestre e non vuole più parlare con Sara, caduta in depressione dopo la denuncia fatta perché credeva di aiutare il fratello.
Hillerska si prepara alla festa dei cinquanta giorni. Wilhelm e Simon vivono apertamente la loro relazione, nonostante i giornalisti appostati fuori dalla scuola siano in attesa di un loro passo falso. Simon inizia a rispondere sui social network ai commenti di chi lo dipinge come un cacciatore di dote che ha accalappiato il principe per pura convenienza. Sara rompe il suo isolamento per chiedere ospitalità al padre. Spinto dal discorso di Wilhelm, uno studente di Hillerska ha denunciato la scuola per i riti di iniziazione che vi si svolgono, creando uno scandalo di proporzioni nazionali. La nuova preside Vanessa Hamilton sospende tutte le attività extrascolastiche, decretando il coprifuoco e la confisca del cellulare a tutti gli studenti. La Hamilton avverte che, se le misure di contenimento non dovessero funzionare, la scuola potrebbe anche essere chiusa.

## Episodio 2
- Titolo originale: Episode 2
- Diretto da:
- Scritto da:

### Trama
Le misure draconiane della preside Hamilton stanno alimentando il rancore degli studenti dell'ultimo anno nei confronti di Wilhelm, accusato di averli privati degli sfrenati divertimenti a lungo pregustati. August prende le difese del cugino, invitando i compagni a canalizzare la propria rabbia in modo diverso, dimostrando cioè che Hillerska non è il postaccio omofobo descritto dai giornali. Wilhelm viene informato che la madre si sta sottoponendo ad accertamenti per capire l'origine dei suoi problemi di salute. Felice rientra in un campione di studenti che l'ispettorato dell'istruzione vuole intervistare quando arriverà ad Hillerska. Il padre di Sara la sprona a uscire di casa e trovare un lavoro, cominciando a darle lezioni di guida. Per stare di più con Simon, Wilhelm lascia il canottaggio ed entra nel coro della scuola. August telefona a Sara, ma non ha il coraggio di parlarle e chiude la comunicazione.
Wilhelm si azzuffa con August dopo che il cugino ha parlato con Simon. Il terapeuta Boris decide che dovranno seguire una mediazione per cercare di risolvere le loro divergenze. Simon rilancia la sua immagine sui social filmandosi mentre si esibisce al pianoforte, ma da Palazzo comunicano a Wilhelm di dissuadere il fidanzato dal pubblicare ulteriori contenuti, dovendosi attenere al prestabilito basso profilo. A Sara viene intimato di tornare a Hillerska per non perdere il posto. Felice sente la responsabilità dell'intervista che dovrà rilasciare agli ispettori. L'unica attività ricreativa mantenuta nonostante il coprifuoco è il campeggio, cui si aggregano anche gli amici di Simon. Quest'ultimo è in collera con Wilhelm perché, mentre stavano chiacchierando intorno al falò dei programmi per la successiva estate, il principe ha affermato che anche lui dovrà "lavorare", frequentando un corso di formazione per la Corona. Simon rinfaccia a Wilhelm che non si rende conto dei sacrifici della gente comune per tirare avanti.
All'alba Wilhelm, dopo non aver chiuso occhio per la lite con Simon, riceve una telefonata del padre per comunicargli che la regina ha dovuto chiedere un congedo per malattia. Questo significa che Wilhelm deve essere forte e prepararsi allo scenario peggiore, cioè diventare re.

## Episodio 3
- Titolo originale: Episode 3
- Diretto da:
- Scritto da:

### Trama
Alla vigilia della visita degli ispettori, August sta raccogliendo le firme di tutti gli studenti per convincerli a non prendere provvedimenti nei confronti di Hillerska. Gli unici che non hanno firmato sono Wilhelm e Simon, alle prese rispettivamente con la crisi della madre e con gli insulti sui social. Quando gli chiede di firmare, Wilhelm si appella alla neutralità del principe ereditario, finendo per indispettire ulteriormente August e i compagni. La madre di Simon si preoccupa per il disagio che i commenti stanno generando nel figlio, revocando la sua punizione. Durante l'ispezione gli studenti si comportano in modo affettato tra loro, mentre Wilhelm e Simon ricercano un po' di intimità. August consegna la petizione agli ispettori prima che lascino la scuola. Benché non sia ancora arrivato il responso, la preside decide di premiare gli studenti per l'impegno dimostrato, concedendo loro di poter festeggiare la notte di Valpurga.
August implora Sarah di tornare a Hillerska, ma la ragazza non vuole compromettere quella stabilità che sta faticosamente ritrovando. È il padre a spingerla ad affrontare le sue paure, visto che ha appena imparato a guidare egregiamente e quindi può affrontare qualsiasi sfida. Alla fine rientra a scuola e Felice e le altre la guardano male; anche Simon si accorge di lei. In seguito lui e Wilhelm fanno l'amore nei dormitori e poi nella camera del principe. Simon chiede a Wilhelm se dovrebbe perdonare Sara, non nascondendo il fastidio di averla rivista a scuola. Mentre a Hillerska gli studenti si dedicano agli ozi del giorno festivo, Simon partecipa come ogni anno al tradizionale banchetto del 1º maggio, incontrando una madre e un bambino che gli chiedono di farsi fotografare insieme. Contento del fatto che non tutti lo odiano, Simon la condivide sul proprio profilo social, ma da Palazzo arriva un rimprovero a Wilhelm di tenere d'occhio il suo fidanzato nell'esposizione social. Il rovescio della medaglia è che qualcuno ha tirato una pietra contro una finestra della casa di Simon.

## Episodio 4
- Titolo originale: Episode 4
- Diretto da:
- Scritto da:

### Trama
Preoccupata per i malintenzionati che li hanno presi di mira, la madre di Simon paventa la possibilità di un trasferimento. Vincent, uno dei migliori amici di August, lancia l'idea di una manifestazione degli studenti di Hillerska per riprendersi i vecchi privilegi, poiché la fine dell'anno si avvicina e l'ispettorato non ha ancora preso la sua decisione. Wilhelm ordina alla Corte di disporre un servizio di sicurezza per Simon e la sua famiglia, ma al ragazzo viene richiesto di ridurre il più possibile la sua esposizione sui social e ai raduni in pubblico. Simon accoglie i suggerimenti, cancellando il proprio profilo. Wilhelm vuole che Simon sia presente al suo compleanno, giorno in cui dovrà annunciare il lancio di una fondazione a proprio nome. Vincent e August lanciano un sit-in di protesta finché la Hamilton non presterà ascolto alle istanze degli studenti, cui Wilhelm aderisce contro il parere di Simon.
Le ritorsioni della preside non scalfiscono il fronte dei contestatori, cui finisce per unirsi anche Simon. La resistenza dei ragazzi è messa a dura prova dai morsi della fame, con August che fatica a tenere a bada il nervosismo e viene accusato dagli amici di essersi irrigidito. Imitando August, diversi studenti iniziano ad abbandonare il sit-in, mentre i rimasti sfogano gli istinti repressi dal periodo del coprifuoco. All'alba la Hamilton cede sulla restituzione dei cellulari e sulla cena del diploma. Sara si scusa con Felice, anche se non si aspetta che possa perdonarla. Simon è agitato in vista del ricevimento a palazzo per il compleanno di Wilhelm, temendo di risultare inadeguato al contesto. August rivela a Wilhelm che una delle iniziazioni al centro della bufera mediatica era stata organizzata da Erik e tra le vittime c'erano stati gli studenti del primo anno, tra i quali proprio August, costretti a spogliarsi nudi.

## Episodio 5
- Titolo originale: Episode 5
- Diretto da:
- Scritto da:

### Trama
Wilhelm è sempre più confuso riguardo alle rivelazioni fatte sul fratello, poiché August gli ha mostrato un Erik diverso da quello che ha sempre idealizzato. Il principe si tiene lontano da Simon, da par suo molto ansioso per il compleanno a Corte. I due ragazzi finiscono per litigare quando Wilhelm lo mette al corrente della scoperta fatta su Erik e Simon paragona il defunto principe ereditario a Sara. Quest'ultima intanto sostiene l'esame pratico della patente, rimanendo delusa quando scorge il padre intendo a bere con un amico quando invece avrebbe dovuto accompagnarla a sostenere l'esame. Sara consegue la patente, ma torna a casa in lacrime e ottiene il perdono di Simon. Wilhelm manda un messaggio a Simon che il mattino seguente si presenta nella sua camera per fargli gli auguri, segnando la riconciliazione tra loro.
August partecipa all'inaugurazione della fondazione di Wilhelm, ma il principe non lo vuole alla sua festa di compleanno, confidando nel fatto che il cugino preferisca andare alla cena dei diplomandi a Hillerska. In realtà August non è felice di essere stato estromesso da Wilhelm, ma quantomeno a scuola ha l'occasione di chiarirsi con Sara e baciarla. La cena a palazzo invece non va per il verso giusto. La regina appare assente e quando parla lo fa soltanto per parlare di Erik. Quando Simon manifesta l'intenzione di andarsene, Wilhelm si infuria perché non riesce a stargli vicino, arrabbiandosi anche con la madre che vuole ritirarsi nei suoi appartamenti subito dopo il taglio della torta. Il Wilhelm furioso visto con i genitori spaventa Simon che, accorgendosi di non poterlo aiutare a combattere i suoi fantasmi, decide di lasciarlo.

## Episodio 6
- Titolo originale: Episode 6
- Diretto da:
- Scritto da:

### Trama
Il giorno successivo alla rottura è difficile sia per Wilhelm che per Simon. L'ispettorato scolastico delibera la chiusura di Hillerska, le cui attività cesseranno alla fine del semestre. Alla notizia gli studenti reagiscono con un misto di disperazione e caccia ai delatori. Quando gli amici propongono di organizzare una festa memorabile quali ultimi diplomati di Hillerska, August è costretto a rivelare loro il suo ruolo di principe di scorta, il che gli impedisce di combinare bravate. Sara riceve in regalo dal padre la sua macchina e un biglietto di scuse. L'aggravarsi delle salute della madre acuisce ulteriormente la malinconia di Wilhelm, il quale teme che se dovesse accaderle qualcosa diventerebbe re a soli diciotto anni. Felice sprona Wilhelm a non rinunciare all'ultima festa della sua vita. Nello stesso momento gli amici di Simon lo convincono a fare altrettanto, poiché dopo questa serata non rivedrà più il principe.
In una stanza appartata, Wilhelm e August hanno modo di chiarire i loro conti in sospeso: Wilhelm si scusa per ciò che Erik gli aveva fatto all'iniziazione e August lo rassicura sul fatto che, per il fratello, Wilhelm era sempre al primo posto. Felice confessa a Sara che molto probabilmente è lei la responsabile della chiusura di Hillerska, avendo raccontato dettagliatamente agli ispettori tutto ciò che vi accadeva. August insiste con Sara che tra loro può esserci una relazione speciale, ma la ragazza non ricambia i suoi sentimenti. Simon propone a Wilhelm di trascorrere l'ultima notte insieme senza pensare al passato e nemmeno curandosi di cosa li aspetta in futuro. I due ragazzi devono prendere atto che l'amore nato a Hillerska è stato indimenticabile per entrambi, ma le loro vite sono destinate a proseguire lungo due binari opposti. Come regalo di addio, Simon invia a Wilhelm una canzone dedicata a lui. La mattina dopo la festa, dopo essersi svegliata, Felice vede di nascosto Stella e Fredrika baciarsi nel loro letto, e sorride.
Hillerska chiude i battenti con la consegna dei diplomi, ma la preside annuncia che la scuola farà ricorso contro la decisione dell'ispettorato. Alla cerimonia sono presenti anche i sovrani, con Kristina che chiede perdono a Wilhelm per non aver capito la sua sofferenza, assicurandogli che si curerà per poter essere ancora al suo fianco. Wilhelm e Simon si dicono addio. Felice rinuncia al viaggio a New York con le amiche perché sente il bisogno di confidare a Sara i suoi sentimenti, dicendole che soltanto lei riesce a capirla. Wilhelm comunica ai genitori che vuole abbandonare il suo ruolo di erede al trono, non accettando un destino che gli è stato imposto, e indica August come successore. Sceso dalla macchina, autorizzato dalla madre che chiede alle guardie di non seguirlo, Wilhelm si lancia all'inseguimento di Simon e gli chiede di poter essere il suo fidanzato perché è finalmente libero. I due ragazzi si baciano, ricordando tutti i momenti trascorsi a Hillerska, dopodiché salgono a bordo della macchina con Sara e Felice verso la loro nuova vita.